# Clematis eriopoda
Clematis eriopoda är en ranunkelväxtart som beskrevs av Carl Maximowicz. Clematis eriopoda ingår i släktet klematisar, och familjen ranunkelväxter. Inga underarter finns listade i Catalogue of Life.